# Праздники Ирландии
Праздники Ирландии подразделяются на официальные и неофициальные, оставшиеся с языческих времен. Часто эти дни совпадают.
| Дата                           | Русское название             | Местное название                     | Примечания                              |
| 1 января                       | Новый год                    | La Caille or La Bliana Nua           |                                         |
| 1 февраля                      | День святой Бригитты, Имболк | La 'le Bhride                        | Первый день весны                       |
| 17 марта                       | День святого Патрика         | La Fheile Padraig                    | Важнейший национальный праздник         |
| последняя пятница перед Пасхой | Святая Пятница               | —                                    | —                                       |
| первый понедельник после Пасхи | Пасхальный Понедельник       | Luan Cásca                           | —                                       |
| первый понедельник мая         | Майский праздник             | La an Lucht Oibre                    | —                                       |
| 1 мая                          | Бельтайн                     | La Bealtaine                         | Первый день лета                        |
| первый понедельник июня        | Июньский праздник            | La Saoire i mi Mheitheamh            | —                                       |
| первый понедельник августа     | Августовский праздник        | La Saoire i mi Lunasa                | —                                       |
| 1 августа                      | Лугнасад                     | La Lunasa                            | Первый день осени, сбор урожая          |
| 22 сентября                    | Мабон                        | —                                    | День осеннего равноденствия             |
| последний понедельник октября  | Октябрьский праздник         | La Saoire i mi Dheireadh Fomhair     | —                                       |
| 31 октября                     | Самайн                       | Oiche Samhna                         | Канун дня всех святых, Старый новый год |
| 25 декабря                     | Рождество Христово           | La Nollag                            | —                                       |
| 26 декабря                     | День святого Стефана         | La Fheile Stiofain or La an Dreoilin | —                                       |

- Примечание: курсивом выделены праздники, сохранившиеся с языческих времён.